# Segi
Segi (pronunciado segui; del euskera, Seguir) era una organización juvenil perteneciente a la izquierda abertzale. Establecida en el País Vasco y Navarra, así como en el País Vasco francés, Segi fue ilegalizada en España en 2002, al ser considerada continuadora de las ilegalizadas Haika y Jarrai, vinculadas a la organización terrorista ETA, mientras que en Francia continuó siendo legal hasta su autodisolución en 2012.
Se definía a sí misma como un movimiento que tiene su ámbito de actuación en Euskal Herria (País Vasco y Navarra, en España, y País Vasco francés), independentista, revolucionaria y socialista, euskaldun y euskalzale (vascohablante y a favor del uso del euskera respectivamente) y feminista.

## Historia

### Constitución
Segi se constituyó oficialmente el 16 de junio de 2001, en el transcurso de la Asamblea Fundacional celebrada en Navarra, como respuesta a la decisión del juez Baltasar Garzón de declarar ilegal a la organización juvenil Haika. El grupo se presentó públicamente el 30 de junio en San Sebastián, en un acto en el que sus representantes aseguraron que en la organización habían participado 4.000 personas.

### Ilegalización

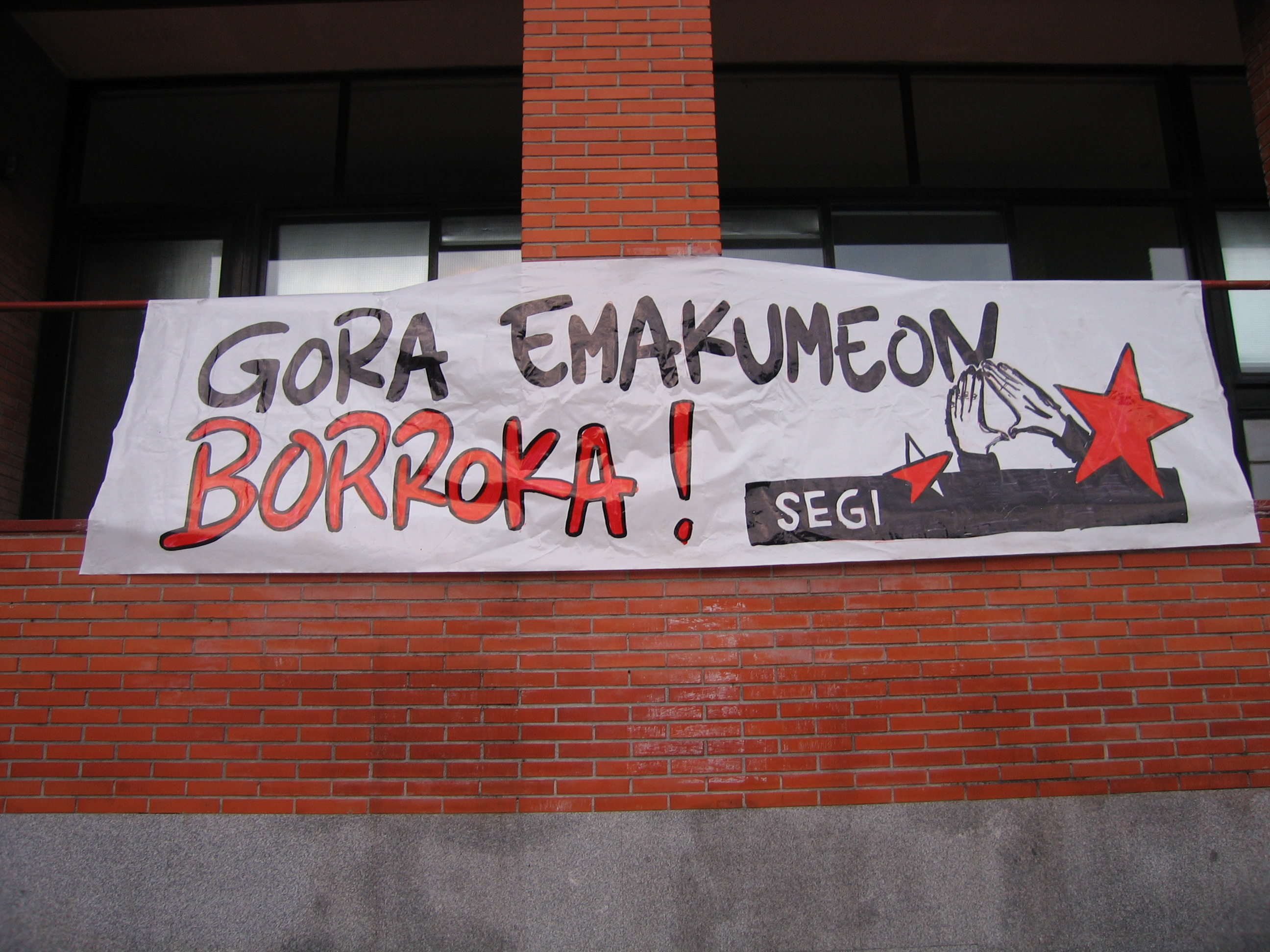
Pancarta feminista de Segi colgada en una facultad de la UPV de San Sebastián. 2010.

El 27 de diciembre de 2001 fue inscrita en la lista europea de organizaciones terroristas y en febrero de 2002 fue declarada ilegal por el juez de la Audiencia Nacional Baltasar Garzón por considerar que perseguía los mismos fines que ETA. El Tribunal Supremo la declaró como organización terrorista vinculada a ETA el 19 de enero de 2007, corrigiendo la sentencia de la Audiencia Nacional de junio de 2005 que había considerado a la organización y sus miembros como simple asociación ilícita. El 4 de febrero de 2007 se entregaron a la Ertzaintza 18 de los 19 miembros de Jarrai, Haika y Segi que estaban prófugos de la justicia desde la declaración del Tribunal Supremo, después de un acto celebrado en el Frontón de la Esperanza de Bilbao.

### Detenciones
El 24 de noviembre de 2009 fueron detenidos 34 jóvenes en una redada efectuada a la madrugada en las provincias de Álava, Vizcaya, Guipúzcoa y Navarra por 650 agentes de la Policía Nacional y la Guardia Civil, por orden del juez Fernando Grande Marlaska. Estas detenciones generaron la protesta de decenas de miles de personas que se manifestaron por las calles de Bilbao contra la criminalización de la juventud independentista bajo el lema "Todos los proyectos, todos los derechos".
El 22 de octubre de 2010, la Policía Nacional detuvo en el País Vasco y Navarra a otros diez supuestos militantes de Segi, a los que les acusó de intentar la recomposición de esa organización juvenil ilegal. Algunos de ellos estaban vinculados con actos de violencia callejera, según fuentes de la lucha antiterrorista.
El 11 de junio de 2014, la Audiencia Nacional absolvió a los detenidos, concluyendo que los imputados actuaban bajo la plataforma Gazte Independentistak (Jóvenes Independentistas), colectivo que, según la sentencia, no estaba vinculado a la violencia callejera ni a Segi, sino a actividades de contenido político. Los detenidos pasaron más de un año en prisión preventiva.

### Disolución
Segi anunció su disolución el 15 de junio de 2012 a través de un comunicado enviado a Gara y Berria. Según sus portavoces, la decisión fue consecuencia de un debate interno "profundo y autocrítico" durante más de un año, en el que se consideró culminada la estrategia fijada en 2002 por la organización juvenil y se valoró la pérdida de perspectiva estratégica y la distancia entre la juventud y Segi. Igualmente, admitieron que para tomar la decisión también afectó la represión y la ilegalización. Segi anunció un último acto en Itsasu, en el País Vasco francés, el día 24 de junio.
Según la Agencia EFE, sus militantes tendrían la intención de crear una nueva organización, la cual se materializó finalmente en marzo de 2013 en Ernai.